# Onderbroken-bandzweefvlieg
De onderbroken-bandzweefvlieg (Syrphus nitidifrons) is een vliegensoort uit de familie van de zweefvliegen (Syrphidae). De wetenschappelijke naam van de soort is voor het eerst geldig gepubliceerd in 1921 door Becker.

## Voorkomen in Nederland
De onderbroken-bandzweefvlieg is in Nederland een vrij zeldzame soort die plaatselijk op de zandgronden op de Veluwe, in Utrecht en in Drenthe vrij algemeen voorkomt.